# Ron Karabatsos
Ronald Christ Karabatsos (Elizabeth, 22 aprile 1933 – Beaumont, 17 aprile 2012) è stato un attore statunitense.
Ha recitato nei film Il principe della città, Flashdance e Cotton Club.